# Wolfgang Gerhardt
Wolfgang Gerhardt (Ulrichstein, 31 de diciembre de 1943 - Wiesbaden, 13 de septiembre de 2024) fue un político alemán. Fue el líder del Partido Democrático Libre (FDP) desde 1995 hasta que fue sucedido por Guido Westerwelle en 2001.

## Biografía
Gerhardt fue miembro del Parlamento Regional Hesiano desde 1978 hasta 1994. Entre 1987 y 1991, se desempeñó como Ministro Estatal de Ciencia y Cultura y Viceministro-Presidente en el gobierno estatal del Ministro-Presidente Walter Wallmann de Hesse. En esta posición, fue uno de los representantes del Estado en el Bundesrat. Entre 1995 y 2001 fue presidente del Partido Democrático Libre.
Desde 2002 hasta 2012, Gerhardt fue vicepresidente de la Internacional Liberal.
Miembro del Bundestag desde 1994 hasta 2013, fue presidente del grupo parlamentario del FDP hasta 2006. Entre 2006 y 2013, fue miembro de la Comisión de Asuntos Exteriores del Bundestag.
Desde 2006, Gerhardt se desempeñó como presidente del consejo de la Fundación Friedrich Naumann para la Libertad.